# Xã Salt Creek, Quận Franklin, Indiana
Xã Salt Creek (tiếng Anh: Salt Creek Township) là một xã thuộc quận Franklin, tiểu bang Indiana, Hoa Kỳ. Năm 2010, dân số của xã này là 1.004 người.